# Kristinn Björnsson
Kristinn Björnsson (* 26. Mai 1972 in Ólafsfjörður) ist ein ehemaliger isländischer Skirennläufer.
Kristinn nahm zwischen 1995 und 2002 regelmäßig an den Rennen um den Skiweltcup teil und war auf den Slalom spezialisiert. Zu Beginn der Saison 1997/98 sorgte er beim Slalomrennen von Park City für eine Sensation. Mit Startnummer 49 startend qualifizierte er sich mit einem 17. Platz im ersten Durchgang erstmals für den zweiten Lauf und erhielt dadurch erstmals die Chance, im Weltcup zu punkten. Dort gelang ihm dann der Sprung auf den zweiten Rang im Endklassement, wobei er nur vom Halbzeitsiebten Thomas Stangassinger geschlagen wurde. In seinem erst siebten Weltcupstart waren dies seine ersten Punkte und in der restlichen Saison konnte er nur ein weiteres Mal in die Punkteränge fahren. Beim Slalom von Veysonnaz fuhr er erneut auf den zweiten Platz. In den Folgejahren punktete er weiterhin nur sporadisch. Im Dezember 1999 schaffte er mit einem vierten Rang in Kranjska Gora das letzte Mal eine Spitzenplatzierung.
Dreimal (1994, 1998 und 2002) vertrat Kristinn sein Land bei den Olympischen Winterspielen, zweimal (1997 und 1999) nahm er an den Skiweltmeisterschaften teil.